# Большой Ляховский
Большо́й Ля́ховский (якут. Ляхов улахан арыыта, Улахан Хабрыыска-арыы) — крупнейший остров в группе Ляховских островов Новосибирского архипелага. Входит в состав ресурсного резервата Лена-Дельта.
Назван в 1770-х годах в честь якутского промышленника Ивана Ляхова.

## География

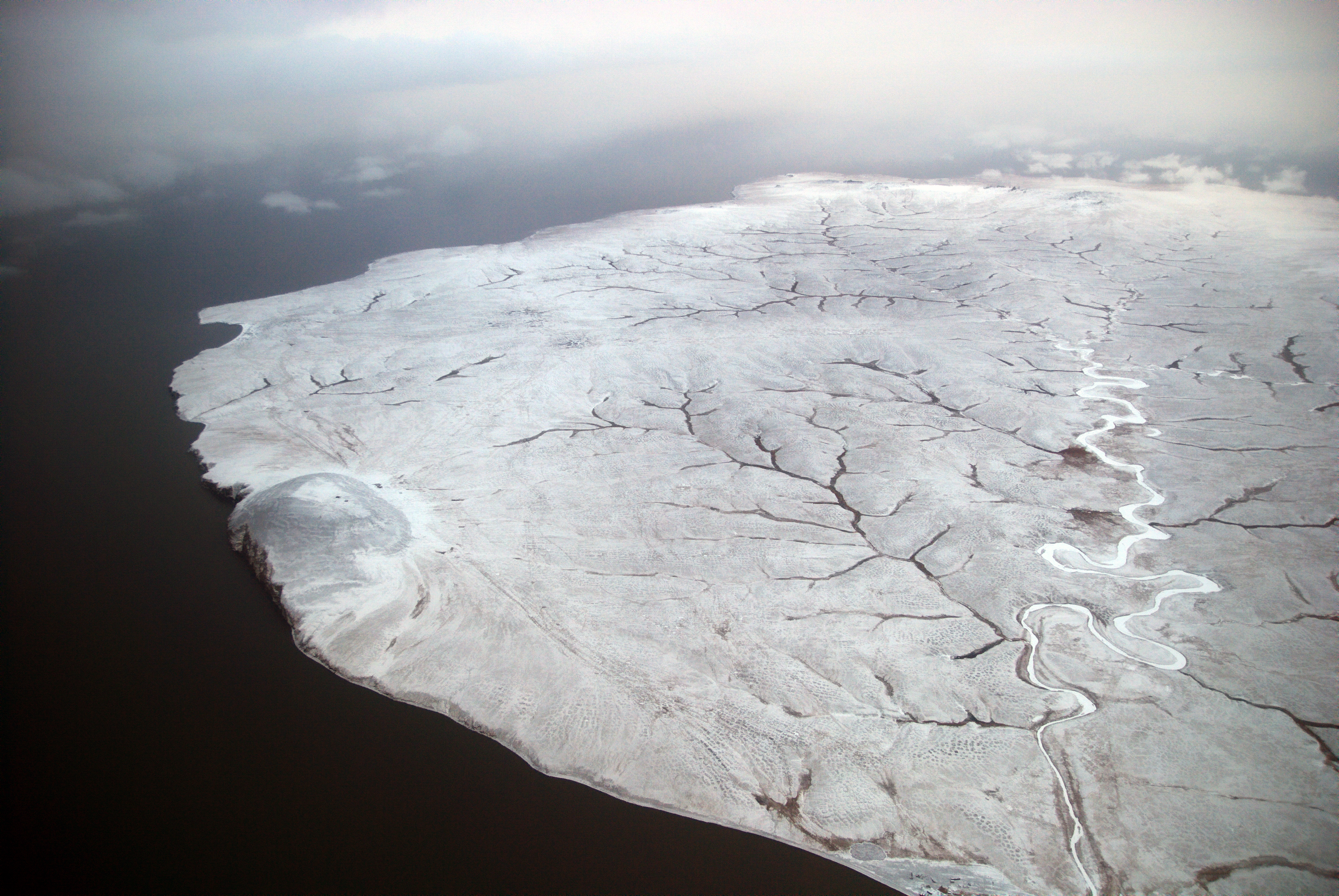
Полуостров Кигилях

Отделён от материка на юге проливом Дмитрия Лаптева, а от острова Малый Ляховский к северу от него — проливом Этерикан. Площадь — 4600 км². Крайняя точка на западе — мыс Кигилях на полуострове Кигилях, на востоке — мыс Шалаурова. Высшая точка — гора Эмий-Тас высотой 293 метра в южной части острова; в северной части острова гора Гавриша-Тас высотой 226 метров. Площадь острова — 5300 км².
Впервые остров достигли и обследовали русские казаки во главе с Яковом Пермяковым и Меркурием Вагиным в 1712 году.
Среди крупных рек Большой Этерикан и Блудная.
В 2015 году на острове было найдено шесть мамонтов, кожа одного из них может быть использована для клонирования мамонта в рамках проекта «Возрождение мамонта».

## Топографические карты
- Лист карты S-54-XXI,XXII п-ов Кигилях. Масштаб: 1 : 200 000. Состояние местности на 1981 год. Издание 1989 г.
- Лист карты S-54-XXIII,XXIV м. Мал. Ванькин. Масштаб: 1 : 200 000. Состояние местности на 1981 год. Издание 1989 г.
- Лист карты S-54-XXVII,XXVIII полярная ст. Мыс Святой Нос. Масштаб: 1 : 200 000. Состояние местности на 1981 год. Издание 1989 г.
- Лист карты S-54-XXIX,XXX полярная ст. Мыс Шалаурова. Масштаб: 1 : 200 000. Состояние местности на 1981 год. Издание 1989 г.